# Calcani
El calcani o calcany (del llatí os calcis) és un os del peu (un tars) curt, asimètric, de forma cúbica irregular i amb sis cares: superior i inferior, laterals, i anterior i posterior, de les quals dues són més o menys articulars. Aquest os constitueix el taló del peu. És a la part inferior de la primera renglera del tars. S'articula amb l'astràgal per dalt i amb el cuboide per davant.